# Véronique Béliveau
Pour les articles homonymes, voir Béliveau.
Véronique Béliveau est une chanteuse, comédienne et animatrice canadienne née le 24 janvier 1955 à Montréal, au Québec (Canada).

## Biographie
Elle est la fille de Ronald Béliveau et de Collette Plante. Elle enregistra son premier disque à l'âge de 16 ans sous le nom de Véronique et effectua sa première tournée québécoise à 18 ans en compagnie de René Simard. En 1973, elle entreprit de longues années d'études avec le professeur de chant Laurette Bailly. Elle obtint plusieurs engagements à la télévision comme chanteuse et animatrice et joua dans plusieurs films, notamment Parlez-nous d'amour réalisé par Jean-Claude Lord, sorti en 1976. Elle connut ses premiers succès au cours de la période 1977-1980 où elle travailla avec le compositeur Jean Robitaille. Son premier microsillon, Prends-moi comme je suis parut en 1977, et son second, Véronique Béliveau, en 1980. Ce dernier incluait Aimer, son premier succès important. Découverte par François Bernard auteur/compositeur et interprète (SOCAN), organiste pianiste, guitariste.
Au début des années 1980, elle devint la voix de Radio-Québec et vit sa popularité s'ennoblir du fait qu'elle chante la chanson thème de la télé éducative du Québec. Elle délaissa le répertoire des ballades au profit d'un style pop-rock, transition qui donna lieu en 1983 à ce qui demeure son plus grand succès, Je suis fidèle, ainsi qu'à C'est un rêveur, qui figurent toutes deux sur le microsillon Transit. Ce disque, qui reçut le trophée Félix de l'album populaire de l'année en 1984, contenait également That Boy et Please (Dis-moi c'que tu as). Son enregistrement de Le rock fut un succès en 1985. Un quatrième microsillon, Cover Girl, comportait un autre succès d'envergure, (Cache ton cœur) Cover Girl, ainsi que Je suis comme je suis. Entre-temps, en 1985, elle participa à la Fondation Québec-Afrique en chantant dans le projet collectif « Les Yeux de la faim ».
La popularité de ses disques lui valut plusieurs tournées québécoises et quelques engagements en France en 1984 et 1986. En 1985, elle fit la première de plusieurs tournées des bases militaires canadiennes outre-mer. Son premier disque de chansons toutes en anglais, Borderline contenait un titre qui eut un succès modeste au Canada, Make A Move On Me. Un deuxième enregistrement en anglais, Véronique, suivit en 1989. Elle enregistra aussi Jérusalem, un duo avec Marc Gabriel qui fut populaire au Québec en 1988.
L'une des rares artistes pop du Québec connue au Canada anglais dans les années 1980, Véronique Béliveau participa à Tears Are Not Enough présenté au gala d'ouverture d'Expo 86, et à des émissions de télévision diffusées dans tout le pays, réalisées par CFTO à Toronto.
Elle délaissa la chanson au début des années 1990 pour se consacrer à l'animation radiophonique pendant quelques années, à la station CIEL-MF de Jean-Pierre Coallier, avant de se retirer complètement vers l'an 2000.

## Discographie

### Albums
- 1977 : Prends-moi comme je suis (Prends-moi comme je suis, Qu'est-ce que tu m'chante de bon ?, J'savais pas, Il me reste...)
- 1980 : Véronique Béliveau (Relaxe-toi, Aimer, Je vis beaucoup mieux...)
- 1983 : Transit (Je suis fidèle, C'est un rêveur, That Boy, Please (Dis-moi c'que tu as), Transit...)
- 1984 : Transit (Réédition avec la chanson "Le rock")
- 1985 : Cover girl Cache ton cœur (Cover Girl (Cache ton cœur), Je suis comme je suis, Camouflage, Toujours l'amour, On camera...)
- 1987 : Borderline (Make A Move On Me, I Can't Help Tt, Love You Like A Fire...)
- 1989 : Véronique (House of Love, I'm Gonna Make You Love Me...)
- 1997 : La vie en bleu (album fait avec Mario Pelchat et autres interprètes, tiré de la comédie musicale "La vie en bleu" et inspiré de la vie de Pablo Picasso) (Chansons de Véronique : Les amants séparés, Vive les années folles, Tout ça n'existe pas, L'affrontement, Je vous aime toutes les deux)

### Singles
- 1972 : Montre-moi
- 1972 : Rêve d'amour
- 1973 : Je voudrais
- 1973 : En vacance (avec Pierre Couture)
- 1974 : Mélancolie
- 1974 : L'amour au diapason
- 1974 : J'ai envie de toi
- 1976 : J'ai vingt ans
- 1976 : S'il y avait un jour des jeux
- 1976 : Prends-moi comme je suis
- 1977 : Qu'est-ce que tu m'chante de bon ?
- 1977 : J'savais pas
- 1978 : C'est la vie, l'amour, Laval
- 1978 : Il me reste
- 1980 : Relaxe-toi
- 1980 : Aimer
- 1980 : Je vis beaucoup mieux
- 1981 : Les voisins
- 1981 : Ordinateurs
- 1983 : Je suis fidèle
- 1983 : C'est un rêveur
- 1983 : That boy
- 1984 : Please (Dis-moi c'que tu as)
- 1984 : Transit
- 1984 : Le rock
- 1985 : Cover Girl (Cache ton cœur)
- 1985 : Je suis comme je suis
- 1985 : Camouflage
- 1986 : Toujours l'amour
- 1986 : On camera
- 1986 : Make A Move On Me / Toute la nuit
- 1987 : I Can't Help It
- 1987 : Ce soir (Je passe à l'attaque)
- 1987 : Love You Like A Fire
- 1988 : Avec de la tendresse / Borderline
- 1988 : Jérusalem (avec Marc Gabriel)
- 1989 : House of Love
- 1990 : I'm Gonna Make You Love Me

## Filmographie
- 1976 : Parlez-nous d'amour : Jeune chanteuse prometteuse
- 1979 : King Solomon's Treasure d'Alvin Rakoff : Neva

## Lauréats et nominations

### Gala de l'ADISQ
| Année | Catégorie                          | Pour               | Résultat   |
| ----- | ---------------------------------- | ------------------ | ---------- |
| 1981  | microsillon de l'année - populaire | Véronique Béliveau | nomination |
| 1983  | interprète féminine de l'année     | Véronique Béliveau | nomination |
| 1984  | interprète féminine de l'année     | Véronique Béliveau | nomination |
| 1984  | microsillon de l'année - populaire | Transit            | lauréat    |
| 1985  | chanson de l'année                 | Cover girl         | nomination |
| 1985  | interprète féminine de l'année     | Véronique Béliveau | nomination |
| 1986  | interprète féminine de l'année     | Véronique Béliveau | nomination |
| 1987  | vidéoclip de l'année               | Make a move on me  | nomination |

### Prix Juno[7]
| Année | Catégorie                                          | Pour               | Résultat   |
| ----- | -------------------------------------------------- | ------------------ | ---------- |
| 1984  | interprète féminine la plus prometteuse de l'année | Véronique Béliveau | nomination |
| 1987  | interprète féminine de l'année                     | Véronique Béliveau | nomination |